# Dana Hajná
Dana Hajná (geb. Kelnarová; * 2. Januar 1964) ist eine ehemalige tschechische Marathonläuferin.
1990 siegte sie beim Cesano-Boscone-Marathon mit ihrer persönlichen Bestzeit von 2:39:31 h. 1991 gewann sie den Regensburg-Marathon, 1992 den Košice-Marathon, 1994 den Florenz-Marathon, 1996 sowie 1997 den Baden-Marathon und 1998 den Wachau-Marathon.